# Національний реєстр Ісландії
Національний реєстр Ісландії - це державна установа, створена шляхом злиття Національного реєстру та Державного земельного кадастру 1 липня 2010 року. Агентство найвідоміше завдяки реєстру, який називається Національний реєстр. Раніше він перебував під контролем Статистичного управління Ісландії, однак було прийнято рішення про те, що його зміст буде знаходитися в руках однієї зі сторін цього формування, і було створено установу, яка візьме на себе цю роль.Національний реєстр Ісландії знаходиться у віданні Міністерства внутрішніх справ.

## Роль
Національний реєстр Ісландії виконує такі функції:
- ведення реєстру нерухомості
- ведення національного реєстру
- рішення щодо оцінки пожежної компенсації та оцінки нерухомості
- дослідження ринку нерухомості
- функціонування постачальника інформації landsland.is
- функціонування інформаційних систем для окружних уповноважених та муніципалітетів